# Schleichera

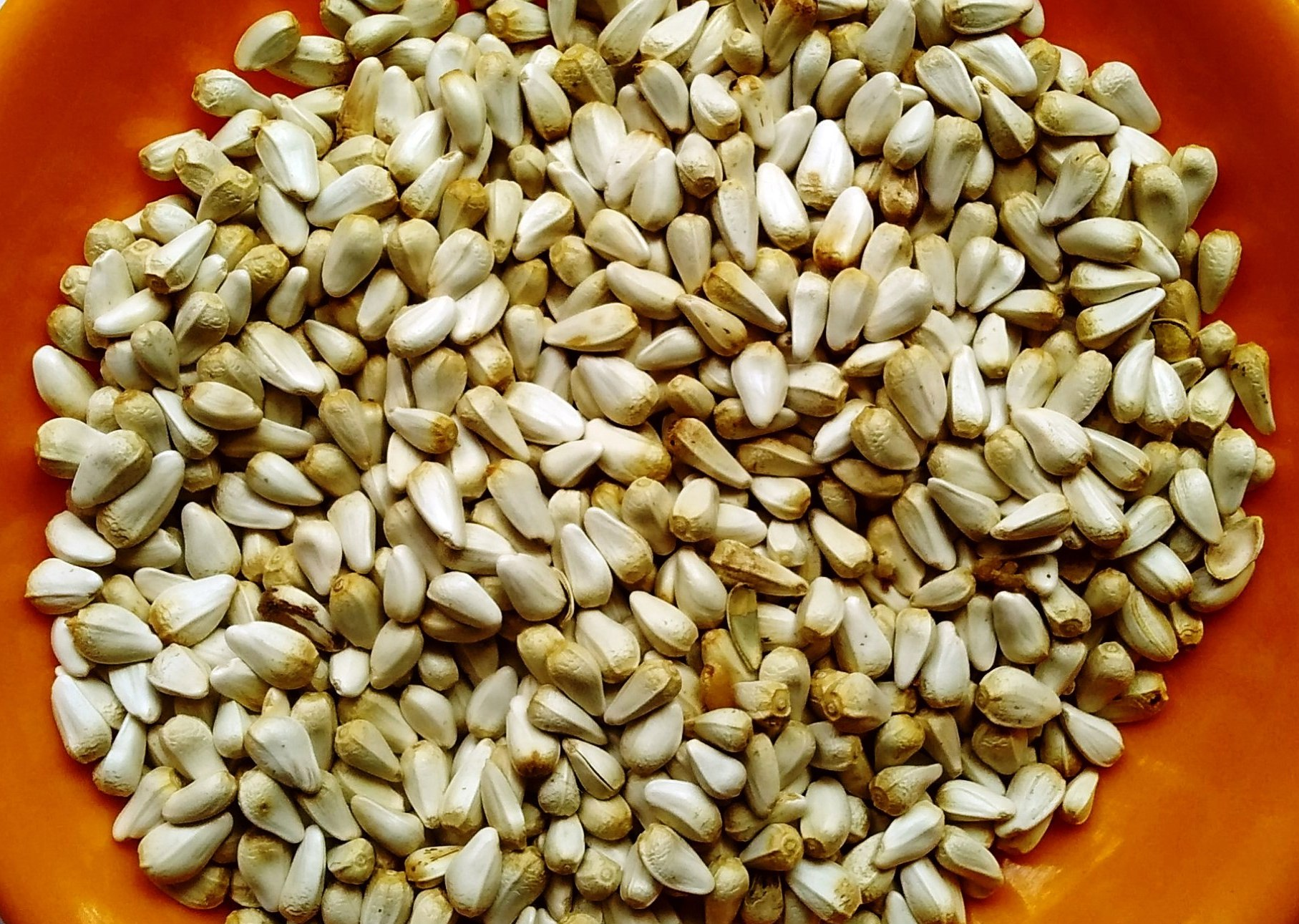
Sementes de Schleichera

Schleichera é um género botânico pertencente à família Sapindaceae.